# Reprezentacja Polski w hokeju na lodzie mężczyzn do lat 20
Reprezentacja Polski w hokeju na lodzie mężczyzn do lat 20 – zespół hokeja na lodzie, reprezentujący Rzeczpospolitą Polską, złożony z wyselekcjonowanych zawodników w wieku juniorskim do lat 20.

## Historia
Kadra występowała dotąd 34 razy na turniejach o mistrzostwo świata (po raz pierwszy w 1977 r., podczas gdy turnieje były rozgrywane od 1974 r.). Sześciokrotnie uczestniczyła w turniejach pierwszego poziomu MŚ, ówczesnej Grupie A: 1977, 1985, 1987, 1988, 1990 i 1997. Najlepszy wynik osiągnęła w 1987 zajmując 5. miejsce. Od 1997 występuje na drugim poziomie mistrzowskim (wcześniej Grupa B, obecnie Dywizja I), zaś w tym czasie dwukrotnie była degradowana do trzeciej klasy.
Bilans spotkań międzynarodowych: 196 rozegranych spotkań, w tym 90 zwycięstw, 92 porażki i 14 remisów; 809 goli strzelonych i 840 straconych. W Polsce odbyło się 41 meczów, za granicą 155.
Trenerem kadry w latach 1994–1996 był Władimir Safonow, 2001–2002 Wincenty Kawa. Do 2012 szkoleniowcem kadry był Jarosław Morawiecki. W sierpniu 2012 nowym selekcjonerem został Rosjanin Andriej Parfionow, który jednocześnie został trenerem reprezentacji Polski do lat 18 i głównym szkoleniowcem w Szkole Mistrzostwa Sportowego w Sosnowcu. W lipcu 2013 asystentem trenera został Piotr Sarnik. W sierpniu 2014 trenerem kadry Polski do lat 20 oraz do lat 18 został Szwed Torbjörn Johansson.
Pod koniec sierpnia 2015 poinformowano, że kadra Polski do lat 20 będzie dwunastym uczestnikiem w rozgrywkach Polska Hokej Ligi w sezonie 2015/2016. Do 2017 bazą dydaktyczną reprezentacji była SMS PZHL Sosnowiec, a od 2017 SMS PZHL Katowice. Na początku sierpnia 2017, z rekomendacji Jarosława Byrskiego, koordynatorem SMS PZHL został Kanadyjczyk David Leger, który objął funkcje trenera zarówno drużyny ligowej SMS jak i kadry Polski do lat 20. Analogicznie jego asystentem został Grzegorz Klich. Po sezonie 2017/2018 umowa z trenerem Legerem została rozwiązana. Latem 2018 ogłoszono nowy sztab trenerski kadry do lat 20: głównym trenerem został Piotr Sarnik, trenerem Krzysztof Majkowski, asystentem pozostał G. Klich, a szkoleniowcem bramkarzy Arkadiusz Sobecki. Na sezon 2019/2020 sztab w tym składzie został potwierdzony ponownie. Na sezon 2020/2021 głównym trenerem kadry został Artur Ślusarczyk.
Na początku czerwca 2023 nowym szkoleniowcem został ogłoszony Ireneusz Jarosz, a jego asystentem Krzysztof Majkowski. W połowie 2024 w sztabie kadry trenera Ślusarczyka byli asystenci Wojciech Milan, Mikołaj Łopuski, Bartłomiej Nowak. Na sezon 2025/2026 trenerem kadry U20 został Andrej Husau.

## Udział w mistrzostwach świata
- 1977 - 8. miejsce w Grupie A: spadek[16]
- 1978 - nie brała udziału
- 1979 - 3. miejsce w Grupie B
- 1980 - 2. miejsce w Grupie B
- 1981 - 3. miejsce w Grupie B
- 1982 - 3. miejsce w Grupie B
- 1983 - 3. miejsce w Grupie B
- 1984 - 1. miejsce w Grupie B: awans
- 1985 - 8. miejsce w Grupie A: spadek
- 1986 - 1. miejsce w Grupie B: awans
- 1987 - 5. miejsce w Grupie A
- 1988 - 8. miejsce w Grupie A: spadek
- 1989 - 1. miejsce w Grupie B: awans
- 1990 - 8. miejsce w Grupie A: spadek
- 1991 - 2. miejsce w Grupie B
- 1992 - 2. miejsce w Grupie B
- 1993 - 6. miejsce w Grupie B
- 1994 - 4. miejsce w Grupie B
- 1995 - 3. miejsce w Grupie B
- 1996 - 1. miejsce w Grupie B: awans
- 1997 - 10. miejsce w Grupie A: spadek
- 1998 - 3. miejsce w Grupie B
- 1999 - 2. miejsce w Grupie B
- 2000 - 5. miejsce w Grupie B
- 2001 - 6. miejsce w Dywizji I
- 2002 - 7. miejsce w Dywizji I
- 2003 - 6. miejsce w Dywizji I Grupie B: spadek
- 2004 - 1. miejsce w Dywizji II Grupie A: awans
- 2005 - 4. miejsce w Dywizji I Grupie B
- 2006 - 4. miejsce w Dywizji I Grupie B
- 2007 - 4. miejsce w Dywizji I Grupie A
- 2008 - 4. miejsce w Dywizji I Grupie A
- 2009 - 5. miejsce w Dywizji I Grupie A
- 2010 - 6. miejsce w Dywizji I Grupie B: spadek
- 2011 - 1. miejsce w Dywizji II Grupie B: awans
- 2012 - 4. miejsce w Dywizji I Grupie B
- 2013 - 1. miejsce w Dywizji I Grupie B: awans
- 2014 - 6. miejsce w Dywizji I Grupie A: spadek
- 2015 - 3. miejsce w Dywizji I Grupie B
- 2016 - 2. miejsce w Dywizji I Grupie B
- 2017 - 2. miejsce w Dywizji I Grupie B
- 2018 - 2. miejsce w Dywizji I Grupie B
- 2019 - 2. miejsce w Dywizji I Grupie B
- 2020 - 4. miejsce w Dywizji I Grupie B
- 2021 - odwołane wskutek pandemii COVID-19[17]
- 2022 - 6. miejsce w Dywizji I Grupie B
- 2023 - 4. miejsce w Dywizji I Grupie B

Uwaga: Powyższe oznaczenie roczne odnosi się do oficjalnej edycji mistrzostw, jednak niektóre turnieje odbyły się w roku kalendarzowym poprzedzającym (np. turniej MŚ 2016 odbył się w grudniu 2015 r.).

## Polska na turniejach mistrzostw świata

### 1977
Polska zajęła ósme miejsce w Grupie A i awansowała do Grupy B.
- Bramkarze: Andrzej Jarosz, Stefan Wadas
- Obrońcy: Kazimierz Bednarski, Adam Bernat, Franciszek Bryniarski, Henryk Gruth, Witold Pulka, Ludwig Synowiec, Andrzej Świątek, Sławomir Zawadzki
- Napastnicy: Bogdan Dziubiński, Jerzy Gotalski, Leszek Jachna, Andrzej Małysiak, Leszek Minge, Bolesław Remlein, Tadeusz Ryłko, Dariusz Sikora, Mirosław Sikora, Zbigniew Tomaszkiewicz,

### 1979
Polska zajęła trzecie miejsce w Grupie B.
- Bramkarze: Jan Jakubowski, Mirosław Krzemień
- Obrońcy: Justyn Denisiuk, Stanislaw Gawęcki, Krzysztof Góralczyk, Mieczyslaw Łaś, Jarosław Olek, Marek Szczepaniec
- Napastnicy: Andrzej Hachuła, Marek Janowiec, Romuald Klonecki, Jerzy Kotyla, Zbigniew Książkiewicz, Jerzy Kubina, Boguslaw Maj, Andrzej Matlak, Ryszard Reder, Jan Ruchała

### 1980
Polska zajęła drugie miejsce w Grupie B. Najlepszym obrońcą turnieju został uznany Mieczysław Łaś.
- Bramkarze: Władysław Gołdyn, Paweł Łukaszka
- Obrońcy: Justyn Denisiuk, Bodan Gębczyk, Krzysztof Góralczyk, Mieczyslaw Łaś, Henryk Synowiec, Marek Szczepaniec, Robert Szopiński, Andrzej Ujwary
- Napastnicy: Marek Bomba, Andrzej Hachula, Wladyslaw Klich, Jerzy Kotyla, Zbigniew Książkiewicz, Jerzy Kubina, Boguslaw Maj, Jan Ruchała, Krystian Sikorski, Adam Wronka
- Trener: Zenon Hajduga

### 1981
Polska zajęła trzecie miejsce w Grupie B. Najskuteczniejszym zawodnikiem kadry był Stanisław Szpreglewski.

### 1983
Polska zajęła trzecie miejsce w Grupie B. Najskuteczniejszym zawodnikiem kadry był Marian Guzy i królem strzelców turnieju, a najlepszym bramkarzem turnieju został uznany Witold Zamęta.

### 1984
Polska zajęła pierwsze miejsce w Grupie B i awansowała do Grupy A. Najlepszym obrońcą turnieju został uznany Zbigniew Bryjak.

### 1985
Polska zajęła ostatnie miejsce w grupie A i została zdegradowana do Grupy B.
- Bramkarze: Jarosław Wajda, Robert Walczewski
- Obrońcy: Zbigniew Bryjak, Adam Doliński, Marek Litwin, Jerzy Matras, Janusz Syposz, Roman Szewczyk
- Napastnicy: Władysław Balakowicz, Włodzimierz Cieślik, Mirosław Copija, Ludwik Czapka, Adam Goliński, Jacek Kurowski, Ryszard Mróz, Wojciech Musiał, Ireneusz Pacuła, Mariusz Puzio, Marek Stebnicki, Mirosław Tomasik.

### 1986
Polska zajęła pierwsze miejsce w Grupie B i awansowała do Grupy A.

### 1987
Polska zajęła piąte miejsce w Grupie A.
- Bramkarze: Włodzimierz Krauzowicz, Grzegorz Wojakiewicz
- Obrońcy: Ryszard Bielak, Włodzimierz Król, Zbigniew Niedośpiał, Andrzej Husse, Ryszard Borecki, Jacek Zamojski
- Napastnicy: Jacek Jankowski, Marek Adamek, Damian Adamus, Janusz Janikowski, Jacek Kubowicz, Jędrzej Kasperczyk, Jerzy Merta, Krzysztof Ruchała, Zbigniew Raszewski, Marek Trybuś, Piotr Zdunek, Robert Żymankowski
- Trenerzy: Jerzy Malerz, Andrzej Mariniok

### 1988
Polska zajęła ostatnie miejsce w grupie A i została zdegradowana do Grupy B.
- Bramkarze: Marek Batkiewicz, Mariusz Kieca
- Obrońcy: Włodzimierz Król, Zbigniew Niedośpiał, Czesław Niedźwiedź, Tadeusz Puławski, Janusz Strzempek, Andrzej Szłapka, Jacek Zamojski
- Napastnicy: Janusz Janikowski, Jędrzej Kasperczyk, Marek Koszowski, Krzysztof Kuźniecow, Krzysztof Niedziółka, Dariusz Olejowski, Jacek Płachta, Wojciech Tkacz, Marek Trybuś, Sławomir Wieloch, Tomasz Żmudziński

### 1989
Polska zajęła pierwsze miejsce w Grupie B i awansowała do Grupy A. Najskuteczniejszymi zawodnikami kadry w turnieju byli Wojciech Tkacz, Sławomir Wieloch, Jacek Płachta.

### 1990
Polska zajęła ostatnie miejsce w grupie A i została zdegradowana do Grupy B.
- Bramkarze: Wojciech Baca, Dariusz Karamuz
- Obrońcy: Adam Fras, Maciej Funiok, Maciej Pachucki, Jerzy Sobera, Wojciech Sosiński, Rafał Sroka, Jacek Szłapka
- Napastnicy: Mariusz Czerkawski, Sławomir Furca, Dariusz Garbocz, Piotr Matlakiewicz, Janusz Misterka, Piotr Sadłocha, Andrzej Secemski, Leszek Trybuś, Ryszard Tyrała, Wojciech Winiarski.

### 1991
Polska zajęła drugie miejsce w Grupie B i pozostała w niej. Najskuteczniejszym zawodnikiem i strzelcem turnieju został Mariusz Czerkawski, uznany też najlepszym napastnikiem turnieju, zaś najlepszym obrońcą wybrany został Andrzej Gretka.

### 1992
Polska zajęła drugie miejsce w Grupie B i pozostała w niej. Najlepszym napastnikiem turnieju został wybrany Michał Garbocz.

### 1993
Polska zajęła szóste miejsce w Grupie B i pozostała w niej.

### 1994
Polska zajęła czwarte miejsce w Grupie B i pozostała w niej.

### 1995
Polska zajęła trzecie miejsce w Grupie B i pozostała w niej. Najskuteczniejszymi zawodnikami kadry w turnieju byli Bartosz Orzeł i Dariusz Łyszczarczyk, który został wybrany do składu gwiazd turnieju.

### 1996
Polska zajęła pierwsze miejsce w Grupie B i awansowała do Grupy A. Najskuteczniejszymi zawodnikami kadry w turnieju byli Rafał Selega, Robert Biela i Robert Kwiatkowski; Rafał Selega został wybrany najlepszym napastnikiem turnieju.

### 1997
Polska zajęła ostatnie miejsce w grupie A i została zdegradowana do Grupy B.
- Bramkarze: Łukasz Kiedewicz, Tomasz Wawrzkiewicz
- Obrońcy: Adam Borzęcki, Rafał Cychowski, Jarosław Kłys, Jarosław Kuc, Sebastian Łabuz, Krzysztof Lipkowski, Rafał Piekarski, Mariusz Trzópek
- Napastnicy: Maciej Baran, Łukasz Gil, Leszek Laszkiewicz, Sebastian Pajerski, Maciej Radwański, Piotr Sarnik, Rafał Selega, Damian Słaboń, Robert Suchomski, Rafał Twardy, Bartłomiej Wróbel, Paweł Zwoliński

### 2000
W turnieju Grupy B na Białorusi (Mińsk) Polska zajęła piąte miejsce.
- Bramkarze: Tomasz Maciążek, Przemysław Witek
- Obrońcy: Jerzy Bułka, Mateusz Burzydło, Grzegorz Chlipała, Jerzy Gabryś, Marcin Kozak, Bartłomiej Piotrowski, Łukasz Sokół
- Napastnicy: Adam Bagiński, Sebastian Biela, Marcin Jaros, Tomasz Koszarek, Mateusz Malinowski, Andrzej Maślak, Aleksander Myszka, Dominik Pawlik, Michał Piotrowski, Michał Radwański, Wojciech Salamon, Robert Sobała, Łukasz Ziober
- Trenerzy: Władimir Safonow (główny), Jerzy Pawłowski (asystent)[40][41].

### 2001
W turnieju Dywizji I w Niemczech (Füssen) Polska zajęła szóste miejsce.
- Bramkarze: Rafał Radziszewski, Przemysław Witek
- Obrońcy: Sebastian Bukowski, Mateusz Burzydło, Jerzy Gabryś, Grzegorz Gąska, Marcin Kozak, Remigiusz Ludwin, Łukasz Mejka, Łukasz Sokół
- Napastnicy: Rafał Bernacki, Sebastian Biela, Jarosław Dołęga, Marcin Frączek, Marcin Jaros, Andrzej Maślak, Michał Piotrowski, Jakub Radwan, Wojciech Stachura, Łukasz Zachariasz, Krzysztof Zapała, Łukasz Ziober
- Trenerzy: Jerzy Pawłowski (główny), Andrzej Tkacz (asystent)[43][44].

### 2002
W turnieju Dywizji I w Austrii (Zeltweg, Kapfenberg) Polska zajęła siódme miejsce.
- Bramkarze: Piotr Jakubowski, Krzysztof Zborowski
- Obrońcy: Bartłomiej Kowalski, Adrian Kowalówka, Karol Piotrowski, Tomasz Połącarz, Bartłomiej Talaga, Michał Wąsiński, Łukasz Wilczek, Wojciech Ujwary
- Napastnicy: Łukasz Batkiewicz, Jarosław Dołęga, Marcin Frączek, Marcin Kozłowski, Mariusz Mętel, Rafał Plutecki, Jakub Radwan, Grzegorz Sobała, Wojciech Stachura, Daniel Wojtasiak, Łukasz Zachariasz, Krzysztof Zapała
- Trenerzy: Wincenty Kawa (główny), Tomasz Rutkowski (asystent)[46][47].

### 2003
W turnieju Dywizji I Grupa B w Słowenii (Bled) Polska zajęła szóste miejsce i została zdegradowana.
- Bramkarze: Michał Elżbieciak, Tomasz Kowalczyk, Łukasz Janiec
- Obrońcy: Maciej Guziński, Marcin Kolasa, Adrian Kowalówka, Bartłomiej Kowalski, Jacek Krauzowicz, Patryk Noworyta, Karol Piotrowski, Wojciech Ujwary, Michał Woźnica
- Napastnicy: Tobiasz Bernat, Rafał Bibrzycki, Filip Drzewiecki, Piotr Hałas, Marcin Kolusz, Marcin Kozłowski, Mariusz Mętel, Marek Modrzejewski, Maciej Piecuch, Dawid Słowakiewicz, Daniel Wojtasiak
- Trenerzy: Miloslav Pavelka (główny), Andrzej Tkacz (asystent)[49][50].

### 2004
W turnieju Dywizji II Grupa A w Polsce (Sosnowiec, Stadion Zimowy) Polska zajęła pierwsze miejsce i uzyskała awans.
- Bramkarze: Tomasz Rajski, Bartosz Stepokura
- Obrońcy: Bartosz Dąbkowski, Rafał Dutka, Kamil Duszak, Daniel Galant, Piotr Koseda, Mateusz Rompkowski, Paweł Skrzypkowski
- Napastnicy: Artur Dżoń, Marcin Kolusz, Sebastian Kowalówka, Marcin Kwiatek, Mikołaj Łopuski, Arkadiusz Marmurowicz, Marek Modrzejewski, Łukasz Sękowski, Dawid Słowakiewicz, Maciej Urbanowicz, Michał Zubek
- Trenerzy: ? (główny), Mariusz Kieca (asystent)[52][53].

### 2005
W turnieju Dywizji I Grupa B w Estonii (Narwa) Polska zajęła czwarte miejsce.
- Bramkarze: Tomasz Rajski, Bartosz Stepokura
- Obrońcy: Tobiasz Bigos, Bartosz Dąbkowski, Kamil Duszak, Daniel Galant, Piotr Koseda, Mateusz Rompkowski, Paweł Skrzypkowski, Artur Zieliński
- Napastnicy: Mateusz Danieluk, Marcin Kolusz, Sebastian Kowalówka, Marcin Kwiatek, Miłosz Labudda, Mikołaj Łopuski, Tomasz Malasiński, Arkadiusz Marmurowicz, Grzegorz Pasiut, Jarosław Rzeszutko, Maciej Urbanowicz, Michał Zubek
- Trenerzy: Tomasz Rutkowski (główny), Mariusz Kieca (asystent)[55][56].

### 2006
W turnieju Dywizji I Grupa B na Białorusi (Mińsk) Polska zajęła czwarte miejsce.
- Bramkarze: Kamil Kosowski, Sylwester Soliński
- Obrońcy: Tobiasz Bigos, Tomasz Gądek, Michał Kotlorz, Tomasz Landowski, Tomasz Pastryk, Mateusz Rompkowski, Paweł Skrzypkowski, Artur Zieliński
- Napastnicy: Mateusz Danieluk, Damian Dubel, Sebastian Kowalówka, Miłosz Labudda, Adrian Maciejko, Grzegorz Pasiut, Łukasz Podsiadło, Piotr Poziomkowski, Łukasz Rutkowski, Jarosław Rzeszutko, Błażej Salamon, Maciej Urbanowicz
- Trenerzy: Jan Eysselt (główny), Mariusz Kieca (asystent)[58][59].

### 2007
W turnieju Dywizji I Grupa A w Danii (Odense) Polska zajęła czwarte miejsce.
- Bramkarze: Cezary Maza, Wojciech Rocki
- Obrońcy: Paweł Dronia, Michał Działo, Michał Kotlorz, Krzysztof Kozłowski, Tomasz Landowski, Mateusz Pawlak, Kamil Smyczyński, Patryk Wajda
- Napastnicy: Marcin Biały, Bartłomiej Bomba, Dariusz Gruszka, Michał Gryc, Michał Krokosz, Adrian Maciejko, Grzegorz Pasiut, Paweł Połącarz, Łukasz Rutkowski, Błażej Salamon, Maciej Sulka, Piotr Ziętara
- Trenerzy: Milan Skokan (główny), Adam Gil (asystent)[61][62].

### 2008
W turnieju Dywizji I Grupa A w Niemczech (Bad Tölz) Polska zajęła czwarte miejsce.
- Bramkarze: Michał Strąk, Tomasz Witkowski
- Obrońcy: Paweł Dronia, Kamil Górny, Kamil Kapica, Paweł Lerch, Mateusz Pawlak, Michał Porębski, Patryk Wajda
- Napastnicy: Marcin Biały, Tomasz Cieślicki, Krystian Dziubiński, Radosław Galant, Dariusz Gruszka, Łukasz Korzeniowski, Paweł Połącarz, Mateusz Strużyk, Maciej Szewczyk, Jakub Wiecki, Jakub Witecki, Marek Wróbel, Piotr Ziętara
- Trenerzy: Tomasz Rutkowski (główny), Mieczysław Garbacz (asystent)[64][65].

### 2009
W turnieju Dywizji I Grupa A w Szwajcarii (Herisau) Polska zajęła piąte miejsce.
- Bramkarze: Nikifor Szczerba, Tomasz Witkowski
- Obrońcy: Mateusz Bryk, Paweł Dronia, Krzysztof Kantor, Kamil Kapica, Dawid Maciejewski, Dawid Maj, Bartłomiej Pociecha, Szymon Urbańczyk,
- Napastnicy: Kasper Bryniczka, Tomasz Cieślicki, Radosław Galant, Tomasz Kulas, Daniel Minge, Paweł Połącarz, Mateusz Strużyk, Maciej Szewczyk, Piotr Winiarski, Jakub Witecki, Marek Wróbel, Tomasz Ziółkowski,
- Trenerzy: Tomasz Rutkowski (główny), Jarosław Morawiecki (asystent)[67][68].

### 2010
W turnieju Dywizji I Grupa B w Gdańsku Polska zajęła szóste miejsce i została zdegradowana do II Dywizji.
- Bramkarze: Bartłomiej Nowak, Nikifor Szczerba
- Obrońcy: Bartłomiej Bychawski, Adrian Kowalczyk, Krzysztof Kantor, Dawid Maciejewski, Bartłomiej Pociecha, Bartłomiej Stępień, Jakub Wanacki, Szymon Wróbel
- Napastnicy: Mateusz Bepierszcz, Kasper Bryniczka, Aron Chmielewski, Radosław Galant, Damian Kapica, Piotr Kmiecik, Patryk Kogut, Szymon Marzec, Bartłomiej Neupauer, Maciej Rompkowski, Piotr Winiarski, Jakub Witecki
- Trenerzy: Mieczysław Nahuńko (główny), Mariusz Kieca (asystent)[70][71].

### 2011
W turnieju Dywizji II Grupa B w Rumunii (Miercurea-Ciuc) Polska zajęła pierwsze miejsce i uzyskała awans do I Dywizji.
- Bramkarze: Robert Kowalówka, Bartłomiej Niesłuchowski
- Obrońcy: Bartłomiej Bychawski, Bartosz Ciura, Dawid Maciejewski, Bartłomiej Pociecha, Bartłomiej Stępień, Jakub Wanacki, Adam Żogała
- Napastnicy: Aron Chmielewski, Kamil Kalinowski, Patryk Kogut, Filip Komorski, Szymon Marzec, Mateusz Michalski, Bartłomiej Neupauer, Kamil Pawlik, Damian Piotrowicz, Łukasz Sośnierz, Kamil Wcisło
- Trenerzy: Jarosław Morawiecki (główny), Andrzej Słowakiewicz (asystent)[73][74].

### 2012
W turnieju Dywizji I Grupa B w Tychach Polska zajęła czwarte miejsce.
- Bramkarze: Sebastian Mrugała, Mariusz Ryszkaniec, Mateusz Skrabalak
- Obrońcy: Bartosz Ciura, Jakub Gimiński, Piotr Huzarski, Bartłomiej Pociecha, Karol Szaniawski, Łukasz Sznotala, Marek Wypasek
- Napastnicy: Łukasz Bułanowski, Adam Domogała, Kamil Kalinowski, Michał Kalinowski, Damian Kapica, Łukasz Nalewajka, Dawid Majoch, Mateusz Michalski, Martin Pawelski, Filip Pawlik, Filip Pesta, Filip Starzyński, Damian Zarotyński
- Trenerzy: Jarosław Morawiecki (główny), Andrzej Słowakiewicz (asystent)[76][77].

### 2013
W turnieju Dywizji I Grupa B w ukraińskim Doniecku Polska zajęła pierwsze miejsce i uzyskała awans.
- Bramkarze: Mateusz Skrabalak, David Zabolotny
- Obrońcy: Łukasz Bułanowski, Dariusz Gaczoł, Jakub Gimiński, Piotr Huzarski, Marcin Kołodziej, Arkadiusz Kostek, Karol Szaniawski, Łukasz Sznotala,
- Napastnicy: Adam Domogała, Kacper Guzik, Michał Kalinowski, Dawid Majoch, Patryk Malicki, Łukasz Nalewajka, Radosław Nalewajka, Martin Pawelski, Filip Starzyński, Jakub Stasiewicz, Filip Stopiński, Damian Zarotyński
- Trenerzy: Andriej Parfionow (główny), Jarosław Morawiecki, Marek Batkiewicz (asystenci)[79][80].

### 2014
W turnieju Dywizji I Grupa A w Polsce (Sanok, Arena Sanok) Polska zajęła szóste miejsce i została zdegradowana.
- Bramkarze: Michał Kieler, David Zabolotny
- Obrońcy: Kamil Dolny, Remigiusz Gazda, Jakub Gimiński, Marcin Horzelski, Arkadiusz Kostek, Dawid Nowotarski, Damian Tomasik
- Napastnicy: Maciej Bielec, Bartosz Fraszko, Patryk Kaczmarek, Łukasz Krzemień, Patryk Malicki, Patryk Matusik, Dominik Nahunko, Dawid Olchawski, Radosław Sawicki, Filip Stopiński, Filip Wielkiewicz, Marcin Wiśniewski, Patryk Wronka
- Trenerzy: Andriej Parfionow (główny), Piotr Sarnik, Marek Batkiewicz (asystenci)[82][83].

### 2015
W turnieju Dywizji I Grupa B na Węgrzech (Dunaújváros) Polska zajęła trzecie miejsce.
- Bramkarze: Michał Kieler, Michael Łuba
- Obrońcy: Remigiusz Gazda, Marcin Horzelski, Oskar Jaśkiewicz, Mateusz Kafel, Oskar Krawczyk, Dawid Musioł, Patryk Wsół
- Napastnicy: Bartosz Fraszko, Mateusz Gościński, Jakub Jaworski, Karol Kisielewski, Łukasz Krzemień, Patryk Malicki, Dominik Nahunko, Radosław Sawicki, Kamil Sikora, Szymon Skrodziuk, Dariusz Wanat, Karol Wąsiński, Patryk Wronka
- Trenerzy: Torbjörn Johansson (główny), Piotr Sarnik, Marek Batkiewicz (asystenci)[85][86].

### 2016
W turnieju Dywizji I Grupa B we Francji (Megève) Polska zajęła drugie miejsce.
Z uwagi na rezygnację z udziału Japonii, już przed turniejem pozostali uczestnicy mieli zapewnione utrzymanie.
- Bramkarze: Michał Czernik, Mateusz Studziński
- Obrońcy: Kordian Chorążyczewski, Kamil Falkenhagen, Marcin Horzelski, Oskar Jaśkiewicz, Jakub Michałowski, Tomasz Skokan, Patryk Wsół
- Napastnicy: Kamil Filip, Mateusz Gościński, Dominik Jarosz, Bartłomiej Jeziorski, Jakub Jaworski, Łukasz Krzemień, Jarosław Lorek, Patryk Matusik, Piotr Naparło, Kamil Paszek, Kamil Sikora, Szymon Skrodziuk, Kamil Wróbel
- Trenerzy: Torbjörn Johansson (główny), Piotr Sarnik, Marek Batkiewicz (asystenci)[89][90].

### 2017
W turnieju Dywizji I Grupa B na Węgrzech (Budapeszt) Polska zajęła drugie miejsce.
- Bramkarze: Kamil Lewartowski, Mateusz Studziński
- Obrońcy: Kordian Chorążyczewski, Olaf Bizacki, Jauhienij Kamienieu, Jakub Michałowski, Dawid Musioł, Tomasz Skokan, Patryk Wsół, Mateusz Zieliński
- Napastnicy: Bartosz Bichta, Kamil Filip, Mateusz Gościński, Bartłomiej Jeziorski, Patryk Krężołek, Alan Łyszczarczyk, Dominik Olszewski, Dominik Paś, Patryk Pelaczyk, Iwo Sroka, Kamil Wróbel, Paweł Zygmunt
- Trenerzy: Torbjörn Johansson (główny), Piotr Sarnik, Arkadiusz Sobecki (asystenci)[92][93].

### 2018
W turnieju Dywizji I Grupa B w Słowenii (Bled) Polska zajęła drugie miejsce.
- Bramkarze: Kamil Lewartowski, Oskar Prokop
- Obrońcy: Olaf Bizacki, Jakub Michałowski, Szymon Niedlich, Miłosz Noworyta, Grzegorz Radzieńczak, Tomasz Skokan, Patryk Wysocki
- Napastnicy: Michał Bernacki, Dominik Jarosz, Bartłomiej Jeziorski, Alan Łyszczarczyk, Szymon Mularczyk, Paweł Obłoński, Dominik Olszewski, Dominik Paś, Patryk Pelaczyk, Maciej Rybak, Michał Rybak, Jan Sołtys, Paweł Zygmunt
- Trenerzy: David Leger (główny), Grzegorz Klich, Arkadiusz Sobecki (asystenci)[95][96].

### 2019
W turnieju Dywizji I Grupa B w Polsce (Tychy) Polska zajęła drugie miejsce.
- Bramkarze: Sebastian Lipiński, Jakub Zawalski
- Obrońcy: Szymon Bieniek, Olaf Bizacki, Patryk Gosztyła, Armen Khoperia, Klaudiusz Libik, Miłosz Noworyta, Patryk Wysocki
- Napastnicy: Sebastian Brynkus, Łukasz Kamiński, Szymon Mularczyk, Paweł Obłoński, Dominik Olszewski, Dominik Paś, Adrian Słowakiewicz, Igor Smal, Jan Sołtys, Damian Tyczyński, Kamil Wałęga, Jakub Worwa, Paweł Zygmunt
- Trenerzy: Piotr Sarnik (główny), Krzysztof Majkowski, Grzegorz Klich, Arkadiusz Sobecki (asystenci)[98][99].

### 2020
W turnieju Dywizji I Grupa B na Ukrainie (Kijów) Polska zajęła czwarte miejsce.
- Bramkarze: Sebastian Lipiński, Maciej Miarka
- Obrońcy: Szymon Bieniek, Karol Biłas, Adrian Duszak, Konrad Filipek, Armen Khoperia, Klaudiusz Libik, Michał Naróg
- Napastnicy: Mateusz Bezwiński, Jakub Blanik, Sebastian Brynkus, Kacper Guźla, Jan Krzyżek, Jakub Lewandowski, Szymon Luszniak, Jakub Prokurat, Igor Smal, Damian Tyczyński, Mateusz Ubowski, Kamil Wałęga, Maciej Witan
- Trenerzy: Piotr Sarnik (główny), Krzysztof Majkowski, Grzegorz Klich (asystenci)[101][102].

### 2022
W turnieju Dywizji I Grupa B w Estonii (Tallin) Polska zajęła szóste miejsce i została zdegradowana.
- Bramkarze: Oskar Polak, Mikołaj Szczepkowski
- Obrońcy: Karol Biłas, Krzysztof Bukowski, Bartosz Florczak, Michał Jaracz, Oliwier Kasperek, Kacper Maciaś, Michał Proczek, Eryk Schafer
- Napastnicy: Wiktor Bochnak, Szymon Dobosz, Stanisław Drozd-Niekurzak, Fabian Kapica, Tobiasz Kapica, Dominik Kasprzyk, Krzysztof Maciaś, Szymon Maćkowski, Karol Sterbenz, Jakub Ślusarczyk, Sebastian Wicher, Paweł Wybirał
- Trenerzy: Artur Ślusarczyk (główny), Arkadiusz Burnat, Tomasz Demkowicz, Bartłomiej Nowak (asystenci)[104].

### 2023
W turnieju Dywizji I Grupa B w Polsce (Bytom) Polska zajęła piąte miejsce.
- Bramkarze: Szymon Klimowski, Mikołaj Szczepkowski
- Obrońcy: Błażej Chodor, Oliwier Kurnicki, Kacper Maciaś, Eryk Schafer, Jan Stępień, Jakub Wilk, Marlon Wróbel
- Napastnicy: Piotr Ciepielewski, Adrian Gromadzki, Arkadiusz Karasiński, Michał Kusak, Patryk Kusak, Krzysztof Maciaś, Szymon Maćkowski, Aleks Menc, Filip Sienkiewicz, Karol Sterbenz, Jakub Ślusarczyk, Dawid Wawrzkiewicz, Paweł Wybirał
- Trenerzy: Artur Ślusarczyk (główny), Arkadiusz Burnat, Bartłomiej Nowak (asystenci)[107].